# 김개국
김개국(金蓋國, 1548년-1603년)은 조선 시대 선조 치세 당시의 문신이다.
임진왜란 때에 의병장으로 활약하여 선무원종공신에 녹훈되었다. 당색으로는 동인(東人)이며 동인이 남인과 북인으로 분당될 때는 북인이 되었다가 다시 유몽인, 남이공 등과 함께 소북(小北)파가 되었다. 학맥으로는 이황학파로, 퇴계 이황의 제자인 박승임의 문인이다. 본관은 연안으로 자(字)는 공제(公濟), 공징(公澄)이며 호는 만취당(晩翠堂)이다. 경상북도 영천군 출신.
1573년에 사마시에 합격, 생원이 되고 1591년 식년문과에 병과로 급제하였다. 관직은 정랑을 거쳐 군수에 이르렀다. 옳고 그름을 가리는 일에 임해서는 의리로써 털끝만큼도 굽히는 바가 없었기 때문에 불우한 세상을 살다가 죽었다. 임진왜란의 공로로 사후 1605년 선무원종공신(宣武原從功臣) 3등에 추서되었다. 뒤에 집의에 추증되었고, 1643년(인조 21) 영천의 삼봉서원(三峯書院)에 제향되었다.

## 생애
본관은 연안으로 경상도 영천에서 태어났다. 아버지는 김몽득(金夢得)이다. 자는 공제(公濟), 호는 만취당(晩翠堂)이다. 퇴계 이황의 제자인 소고 박승임(朴承任)의 문하생이 되어 수학하였다. 1573년(선조 6년)에 사마시에 합격하여 생원이 되고, 그 뒤 장사랑이 되었으며, 장사랑으로 재직 중 1591년(선조 24년) 식년문과에 병과 7등으로 급제하였다. 그러나 이듬해인 1592년 7월 임진왜란이 발생하자 피신하지 않고 고향으로 내려가 의병을 규합하여 의병장으로 활약했다.
1595년 예빈시주부(禮賓侍主簿)에 특별 임명되었는데, 당시 기록한 주변상황 자료 등은 후대에 만취관동일록(晩翠關東日錄)으로 출간되었다. 1596년 예조좌랑에 임명되었다. 충청도 도사로 임명되어 선원전(濬源殿) 영정(影幀) 봉안(奉安) 업무를 맡기도 하였다.
1598년(선조 31년) 전란 종결 후, 임진왜란때 의병장으로 활동한 공로로 선무원종공신 3등으로 녹훈되었다.
효성이 지극하여 부모를 정성껏 모셨으며 이후 관직은 예조정랑(正郞)을 거쳐, 중훈대부 행 옥천군수에 이르렀다.
학맥으로는 이황학파로, 당색으로는 동인이었으나 동인이 정철을 처벌하는 의견을 놓고 남인과 북인으로 분당될 때 그는 북인이 되었다가 다시, 선조 말년에 북인이 대북과 소북으로 분당할 때는 유몽인, 남이공 등과 함께 소북파가 되었다. 저서로 《만취일고》, 활동 기록을 묶어서 편찬된 만취관동일록, 만취예조일기 등이 있다.

### 사후
1605년(선조 38) 4월 선무원종공신(宣武原從功臣) 3등에 녹훈되었다. 뒤에 증 중직대부 사헌부집의 겸 춘추관편수관에 증직되었고, 다시 승정원승지로 추증되었다. 1643년(인조 21) 영천의 삼봉서원(三峯書院)에 제향되었다. 1650년(효종 1년) 증 통정대부 승정원좌승지에 추증(追贈)되었다.

### 성격
그는 불의를 보고 타협하거나 한치도 굽힘이 없었다. 그는 평소 옳고 그름을 가리는 일에 임해서는 의리로써 털끝만큼도 굽히는 바가 없었기 때문에 불우한 세상을 살다가 죽었다.

## 가족 관계
- 증조부 : 김세형(金世衡)
  - 할아버지 : 김복흥(金復興)
    - 아버지 : 김몽득(金夢得)
    - 어머니 : 이극온(李克溫)의 딸
      - 부인 : ?
        - 장남 : 김여엽(金汝燁)
        - 차남 : 김여환(金汝煥)
        - 삼남 : 김여욱(金汝煜)
        - 사남 : 김여혁(金汝爀)

## 저서
- 《만취일고》
- 만취관동일록(晩翠關東日錄)
- 만취예조일기(晩翠禮曹日記)

## 관련 문화재
- 영주 만취당 - 경상북도 문화재자료 제451호
- 영주 만취당 김개국 종중 소장 전적 및 책판 - 경상북도 유형문화재 제346호

## 같이 보기
| - 동인 - 북인 - 소북 - 임진왜란 - 류성룡 - 박승임 - 이황 - 김륵 | - 유몽인 - 남이신 - 남이공 - 이여빈 - 장여화 - 우성전 - 유영경 |